# Mikroregion Staroměstsko
Mikroregion Staroměstsko je dobrovolný svazek obcí v okresu Uherské Hradiště, jeho sídlem je Staré Město a jeho cílem je celkový rozvoj mikroregionu se vztahem k rozvoji jednotlivých obcí. Sdružuje celkem 19 obcí a byl založen v roce 2002.

## Obce sdružené v mikroregionu
- Babice
- Boršice
- Huštěnovice
- Jalubí
- Jankovice
- Kostelany nad Moravou
- Košíky
- Kudlovice
- Nedakonice
- Ořechov
- Polešovice
- Staré Město
- Sušice
- Traplice
- Tučapy
- Tupesy
- Újezdec
- Vážany
- Zlechov